# Lit e Micse
Lit e Micse (en francès Lit-et-Mixe) és un municipi francès situat al departament de les Landes i a la regió de la Nova Aquitània.

## Demografia
| 1962                                       | 1968  | 1975  | 1982  | 1990  | 1999  | 2007  |
| ------------------------------------------ | ----- | ----- | ----- | ----- | ----- | ----- |
| 1.446                                      | 1.353 | 1.273 | 1.322 | 1.408 | 1.441 | 1.455 |
| Des de 1962: població sense dobles comptes |       |       |       |       |       |       |

## Administració
| Període   | Identitat         | Partit |
| --------- | ----------------- | ------ |
| 1878-1919 | Louis Crouzet     |        |
| 1919-1929 | Dominique Mathio  |        |
| 1929-1941 | Léon Sargos       |        |
| 1941-1947 | Jean Bellegarde   |        |
| 1947-1975 | Louis Sourgen     |        |
| 1975-1983 | Gérard Subsol     |        |
| 1983-     | Guy-Bertrand Puyo | UMP    |